# Common Open Software Environment
The Common Open Software Environment (COSE) byla v roce 1993 iniciativa hlavních dodavatelů unixových systémů, která měla vést k zformování jednotných a volně dostupných standardů operačního systému. COSE vznikl jako protipól ke standardům POSIX přijímaných IEEE a ISO, které naopak volně dostupné nebyly.

## Okolnosti vzniku
Proces COSE byl vytvořen v době, kdy se překážkou růstu Unixu staly Unixové války. Microsoft, který již měl dominantní postavení na trhu firemních počítačů (desktopů), začal pronikat i do oblastí pracovních stanic a podnikových serveroven, které byly do té doby hlavními oblastmi UNIXu. Kromě toho fungující základně síťových OS (NetWare) společnosti Novell, začal konkurovat Microsoft svými síťovými prostředky; v rámci boje se společností Microsoft, využil Novell jako zbraň UNIX a to tak, že vytvořili partnerství se společnosti AT&T, známé jako Univel.
Na rozdíl od ostatních pokusů o sjednocení UNIXu, byla iniciativa COSE významná ve dvou směrech: sjednocení nebylo vytvořeno proti jiným dodavatelům UNIXu a bylo více orientované na standardizování již existujících technologií než na vytváření nových možností.
Zakládajícími členy (známými jako „Velká šestka“ a jako „SUUSHI“) byly:
- Hewlett-Packard
- IBM
- The Santa Cruz Operation
- Sun Microsystems
- Univel
- Unix System Laboratories

Tyto firmy reprezentovaly významnou část dodavatelů unixových systémů a též držitele značky UNIX a od AT&T odvozeného kódu. Také zastupovaly většinu klíčových organizací ve dvou hlavních frakcích UNIXu na přelomu 80. a 90. let 20. století, tj. OSF a Unix International (UI).  Pozoruhodná byla absence spoluzakladatele OSF, firmy Digital Equipment Corporation, která oznámila svou podporu iniciativě COSE až v červnu následujícího roku.
Oblasti zájmu iniciativy COSE byly: Common Desktop Environment, sítě, grafika, multimédia, objektově-orientované technologie a systémy řízení. Dne 1. září 1993 bylo oznámeno, že členové COSE vytvořili jednotnou specifikaci UNIXu s podporou více než 75 společností.

## Standardizace OS Unix
Na rozdíl od OSF nebo UI, nebylo úkolem iniciativy COSE vytvořit nebo podpořit jeden operační systém. Místo toho se snažili šetřit a zdokumentovat již používaná rozhraní OS vytvořená UNIXů. Výsledný dokument, v originále známý jako „Spec 1170“, se stal tím, co je dnes známé jako Single UNIX Specification.
Spec 1170 (nemá žádnou souvislost s organizací SPEC, vyvíjející testy pro PC) byl pojmenován po výsledcích prvního pokusu iniciativy COSE o určení, která UNIXová rozhraní se skutečně používala. Analýza velkého vzorku UNIXových aplikací té doby odkryla 1 170 takových systémových a knihovních volání. Jak lze očekávat, počet katalogizovaných rozhraní časem rostl.
Správa specifikací byla předána X/Open. V říjnu 1993 bylo oznámeno, že ochranná známka UNIX, která byla v té době ve vlastnictví společnosti Novell, bude převedena na X/Open. To znamenalo, že značka UNIX již nebyla vázána na jednu realizaci zdrojového kódu a jakákoli společnost nyní mohla vytvořit verzi OS kompatibilní se specifikací UNIX, která pak byla způsobilá pro získání značky UNIX.

## Common Desktop Environment
Kromě otevření a standardizace značky UNIX bylo nejpozoruhodnějším produktem iniciativy COSE Common Desktop Environment neboli CDE. CDE bylo uživatelské prostředí založené na X Window System (X11), vyvinuté společně společnostmi HP, IBM a Sun. Obsahovalo rozhraní a nástroje pro zvýšení produktivity, založené na knihovně pro tvorbu grafického uživatelského rozhraní Motif od organizace OSF.

## Ostatní technologie
Přestože v oblasti počítačů (desktopů) a samotných operačních systémů iniciativa COSE představovala sjednocení, v některých oblastech o které se zajímala, bylo rozhodnuto, že podpoří existující technologie z obou táborů, spíš než by se upřednostnila jednu nich. Například bylo oznámeno, že v oblasti sítí budou všichni účastníci prodávat, dodávat a podporovat DCE od OSF, ONC+ od UI a NetWare klienta.
Ostatní oblasti byly řešeny ve velmi širokém smyslu. Pro objektově-orientované technologie, byl vybrán jako základní standard COBRA, ale způsob implementace byl ponechán na jednotlivých společnostech.

## Dědictví zanechané COSE
V březnu 1994 UI a OSF oznámili jejich sloučení do nové organizace, která si ponechala jméno OSF. Iniciativa COSE se stala základem nového směru organizace OSF  "Pre-strukturované technologie" (PST). Tyto snahy  nakonec převzalo konsorcium The Open Group, které vzniklo fúzí nového OSF a X/Open v roce 1996.
Nakonec nejvýznamnějším produktem iniciativy COSE bylo vytvoření všeobecně uznávaného a také jednotného standardu UNIXu a nezávislé organizace, která ho spravovala. To znamenalo konec grafického prostředí OPEN LOOK od společnosti SUN ve prospěch počítačů (desktopů) založených na Motif. Zároveň ovšem vytvořila pozdější standard, spíše než chráněný soubor nástrojů. Ačkoli tato iniciativa měla minimální vliv na ostatní standardizované oblasti, měla velký vliv na budoucnost UNIXu sahající daleko za 12 měsíců její samostatné existence.